# Paracanthicochernes uniseriatus
Paracanthicochernes uniseriatus är en spindeldjursart som beskrevs av Beier 1966. Paracanthicochernes uniseriatus ingår i släktet Paracanthicochernes och familjen blindklokrypare. Inga underarter finns listade i Catalogue of Life.